# Ostřice zakřivená
Ostřice zakřivená (Carex curvula, syn.: Vignea curvula) je druh jednoděložné rostliny z čeledi šáchorovité (Cyperaceae).

## Popis
Jedná se o rostlinu dosahující výšky nejčastěji 5–20 (řidčeji až 40) cm. Je vytrvalá a hustě trsnatá. Listy jsou střídavé, přisedlé, s listovými pochvami. Lodyha je hladká, delší než listy, na bázi jsou vláknitě rozpadavé pochvy. Čepele listů jsou asi 1–1,5 mm žlábkovité až štětinovité, olivově zelené. Na vrcholu později žloutnou a odumírají a tím jsou listy jakoby zakřivené. Carex curvula patří mezi stejnoklasé ostřice, všechny klásky vypadají víceméně stejně a většinou obsahují samčí i samičí květy. Listeny na bázi květenství jsou jen šupinovité. Složené květenství je hlávkovitě stažené, cca 1–2 cm dlouhé a obsahuje nejčastěji 5–8 klásků, které jsou hnědé a na vrcholu obsahují samčí květy, dole samičí. Okvětí chybí. V samčích květech jsou zpravidla 3 tyčinky. Blizny jsou většinou 3. Plodem je mošnička, která je 5–8 mm dlouhá, na okraji ostnitě drsná, nahoře s dvouklaným zobánkem. Každá mošnička je podepřená plevou, která je kaštanově hnědá až žlutavá.

## Rozšíření
Ostřice zakřivená je evropský druh. Vyskytuje se v Pyrenejích, Alpách, Karpatech a v horách Balkánu. Roste v alpinských trávnících, a to jak na kyselém podkladě (subsp. curvula), tak na vápnitém (subsp. rosae). V ČR neroste, stejně tak nezasahuje do slovenských Karpat, odkud byla udávána jen omylem.